# 泰国国家立法议会 (2014)
泰国国家立法议会（皇家轉寫：Sapha Nitibanyat Haeng Chat；缩写：NLA）是2014年至2019年全国维持和平秩序委员会（NCPO）统治时期泰国的一院制立法机关。其成立是为了在2013年—2014年泰国反政府示威期间，临时代替民选的泰国国会。
国家立法议会受全国维持和平秩序委员会操控，实际上只是军政府的橡皮图章，而非独立的立法机构。
2017年泰国宪法颁布后，泰国国会重组（2019年正式重新选举），而国家立法议会宣告解散。

## 组成
泰国国家立法议会在成立之初规定议员不得超过220名，且均无党派。这些议员由全国维持和平秩序委员会从全国各部门任命，并经国王批准。在最初的200名国家立法议会议员中，有97名军官（69名为现役）、8名警察（4名为现役）；其余85名议员为前参议院、大学校长和商界人士。《当代亚洲期刊》2016年5月初称，国家立法议会议员的平均收入是泰国人均收入（5778美元）的32倍。
国家立法议会随后修订了2014年临时宪法，将议员人数扩大到250名，于2016年9月2日生效。军政府在2014年5月政变后任命了200名议员，其中12人辞职，2人死亡，此外还新增了31人。为扩大国家立法议会，巴育·占奥差于2016年10月向泰王提交了33名新任议员的名单。其中，28人是军官或警察，且大部分为现役。作为议员，他们不会领取薪水，但每人每月可领取71230泰铢的「职位津贴」和42330泰铢的「额外津贴」。泰国规定国家官员不得从多来源获取工资，但可无限制地接受职位津贴和其他报酬，只要这些报酬不被称为「工资」。七名国家立法议会议员因缺勤率较高而被调查，但最终仍被保留议员席位和津贴。巴育·占奥差的弟弟是七人中缺勤率最高的，在六个月总计453次会议中，他只投了6票。国家立法议会章程规定，若议员在90天内未参加三分之一以上的投票，则将被免职。
2018年6月，泰国《国民报》报道称国家立法议会议员每月可领取至少113560泰铢的薪水。